# Ingrid Kjellström
Ingrid Kjellström, född 7 september 1904 i Solna, död 24 september 1946 i Stockholm, var en svensk pianist, cembalist och pianopedagog. Ingrid Kjellström var 1929–1934 gift med advokaten Boo Thure Holger Stenbäck, därefter från 1929 med Johan Castberg.

## Biografi
Ingrid Kjellström var dotter till violinisten Sven Kjellström. Från sju års ålder undervisades hon av Anna Selander och därefter av Lennart Lundberg fram till mitten av 1920-talet. År 1919 följde hon sin far på en av hans turnéer och började från 1922 att följa honom som ackompanjatör till hans stråkkvartett. Sedan Stockholms konsertförening införskaffat en cembalo 1929 reste Ingrid Kjellström till Berlin för att studera instrumentet för professor E. Wolff i Berlin. Året därpå anställdes hon som ordinarie pianist i orkesterföreningen där hon då även trakterade cembalo och celesta. Som Fredrika Bremerstipendiat fick Ingrid Kjellström senare möjlighet att fortsätta sina studier i cembalo för Arnold Dolmetsch.
Under 1930-talet medverkade Ingrid Kjellström i Radiotjänst, både med egna program, som extra pianist i radioorkestern och Sune Waldimirs orkester samt som pianist i Kammartrion och Kammarkvintetten samt tillsammans med musiker som violinisterna Gösta Björk och Sven Karpe, cellisterna Carl Christiansen och Gunnar Norrby, flöjtisten Carl Achatz, sångarna Folke Jonsson och Tatjana Angelini med flera. Åren 1938–1939 gjorde hon en egen radioserie under namnet Musikaliska dyrgripar. Från mitten av 1920-talet verkade hon även som pianopedagog i Stockholm. Kjellström är begravd på Norra begravningsplatsen utanför Stockholm.